# Julien Chaisse
 (août 2021).
Julien Chaisse (chinois : 夏竹立 ; né en 1976 à Avignon, France) est professeur de droit à la City University of Hong Kong. Spécialisé en droit international, son travail porte notamment sur la mondialisation, l’investissement direct étranger, le commerce et les actifs numériques.

## Éducation
Titulaire d’un Bachelor en droit, obtenu à la Faculté de droit et de sciences politiques d'Aix-Marseille Université en 1998, d’une maîtrise acquise dans les couloirs de l'Université de Tübingen en 1999, ainsi que d’une deuxième maîtrise qu’il suivra à l'Université de Rennes 1 en 2000, Julien Chaisse se destine à devenir Docteur. En 2004, il initie sa thèse de doctorat à l'Institut d'études politiques d'Aix-en-Provence, en lien avec l'Université Paul Cézanne Aix-Marseille III, dans laquelle il se retrouvera affilié comme enseignant et chercheur.

## Activités académiques
Désormais Docteur en droit, c’est en Suisse que sa carrière professionnelle débute. De 2007 à 2009, Julien Chaisse occupe le poste d’« Alternate Leader » du projet individuel 11 du PRN-Régulation du commerce international (2007-2009) au World Trade Institute en Suisse. Un contexte dans lequel il se plongera dans les entrailles des règles multilatérales en matière d'investissement. En 2009, il délaisse les paysages enneigés suisses pour les grandes métropoles d’Asie du Sud-Est. Julien Chaisse rejoint alors la nouvellement établie faculté de droit de l'Université chinoise de Hong Kong (CUHK) . A peine 4 ans après son arrivée, en 2013, il y prend les rênes du Centre pour la réglementation financière et le développement économique. Fort de ces deux expériences internationales, dans lesquelles il a expérimenté des conditions de vie très disparates notamment concernant la question de l’accès et des services liés à l’eau, Julien Chaisse plaide pour le développement d'un cadre juridique mondial qui permettrait de superviser les activités d'approvisionnement en eau, en particulier dans les régions transfrontalières. C’est à ce titre qu’il a été amené à conseiller divers gouvernements nationaux dans l'élaboration de contrats d'investissement dans l'eau.
En 2016, Julien Chaisse édite et contribue au Festschrift en l’honneur du professeur émérite de l’Université de Tokyo, Mitsuo Matsushita. Il y rédigera notamment un chapitre qui porte sur les règles internationales applicables aux entités contrôlées par des État (entreprises d’Etat, fonds souverains, fonds de pension, etc), et soulignant « un risque considérable d'incohérence » pour leurs opérations. La même année, il publiera deux ouvrages tous deux reconnus par la revue de référence, la Foreign Trade Review. Le premier, The ASEAN Comprehensive Investment Agreement: The Regionalization of Laws and Policy on Foreign Investment a été rédigé à quatre mains avec Sufian Jusoh. Et le second, Asia's Changing International Investment. Régime : durabilité, régionalisation et arbitrage, a été mené de Front par Chaisse, Jusoh et Tomoko Ishikawa.
C’est en 2019 que Julien Chaisse s’attèle à un nouveau challenge universitaire en venant gonfler les rangs de la renommée faculté de droit de la City University of Hong Kong. Une université qui pointait en effet, dans le classement 2020 du Times Higher Education (THE), au 35e rang mondial. Une année prolifique qui verra aussi Julien Chaisse accouché d’un nouveau livre : China's International Investment Strategy (Oxford University Press). Un ouvrage reconnu comme « une contribution inestimable à notre compréhension de la stratégie chinoise en matière de droit international des investissements aux niveaux national, bilatéral, régional et mondial » et « un incontournable pour tous ceux qui le souhaitent ou en ont besoin, pour comprendre les différends relatifs aux investissements liés à la Chine ». Ce sera pendant de nombreuses années un ouvrage de référence pour les universitaires et les praticiens chinois.
Des contributions majeures qui lui ouvrent, en 2020, les portes de l'Asia Pacific Law Review dont il devient le rédacteur en chef. Il est également devenu président du Réseau d'investissement direct étranger en Asie-Pacifique (APFN). En 2024, il devient rédacteur en chef du Journal of World Investment & Trade.

## Récompenses et influence
Julien Chaisse s’est vu attribuer en 2012, le CUHK Research Excellence Award. Il a aussi été le récipiendaire du prix d'enseignement exemplaire du vice-chancelier de la CUHK en 2015. En reconnaissance de son importante contribution universitaire au droit international, Julien Chaisse s’est vu octroyer le prix du jeune chercheur du vice-chancelier 2017 du CUHK.
En 2020, Julien Chaisse a reçu le dixième prix annuel Smit-Lowenfeld qui est décerné chaque année par l'International Arbitration Club de New York. Ce prix fut créé en hommage aux professeurs Hans Smit de la Columbia Law School et à Andreas F. Lowenfeld de la New York University School of Law et récompense le meilleur article relatif à l’arbitrage international, publié dans le courant de l'année précédente. Il a ainsi rejoint les rangs des lauréats, composés de juristes de droit international de premier plan, dont Nicolas Ulmer, Charles H. Brower II, Gary Born, Stephen Fietta & James Upcher, Catharine Titi, Louie Llamzon & Anthony Sinclair, Grant Hanessian & Alexandra Dosman, Simon Batifort & Benton Heath, et Soterios Loizou. Julien Chaisse affirme dans son article que « compte tenu de l'évolution rapide de la cybersphère, de la numérisation des entreprises et des prévisions d'investissement dans les infrastructures numériques à l'échelle mondiale, de futures revendications sont susceptibles d'émerger. Pour éviter l'incertitude et éliminer les risques, les États peuvent résoudre ces problèmes de manière proactive en mettant à jour leur langage BIT pour inclure le cyber-risque et les actifs numériques ».
En 2021, il reçoit le Prix du droit viticole décerné par le Jury des Prix de l’Organisation Internationale de la Vigne et du Vin (OIV) pour le livre « Wine Law and Policy: From National Terroirs to a Global Market » dirigé sous sa direction (ainsi que F. Dias Simões & D. Friedmann). En 2022, il obtient la « Humanities and Social Sciences Prestigious Fellowship »  qui est la plus haute distinction que le Conseil scientifique du territoire de Hong Kong (« Research Grants Council ») peut accorder.
Julien Chaisse est un collaborateur régulier du Financial Times, où il écrit un éditorial, The Global Lawyer, pour le magazine fDI Intelligence. Il analyse les derniers développements dans le domaine du droit et de la politique des investissements étrangers, offrant une vue d'ensemble sur la manière dont ces domaines se relient à l'économie mondiale.

## Autres activités professionnelles
En plus de son enseignement et de ses écrits, Julien Chaisse siège au Conseil du commerce et de l'investissement du Forum économique mondial et à divers autres organismes consultatifs juridiques internationaux tels que la Convention mondiale sur les zones franches (WFZC) et l'Academy of International Dispute Resolution & Professional Négociation (AIDRN). Ce qui lui a permis de relever notamment l'utilisation croissante des zones économiques spéciales pour attirer les investissements étrangers dans les régions, et le potentiel de conflits liés à la divergence entre la gestion locale de ces zones et leurs pays d'accueil, qui sont les acteurs reconnus du droit international,.
Membre du l'Internet Corporation for Assigned Names and Numbers (ICANN), Julien Chaisse siège dans le groupe de travail examinant les mécanismes de protection des droits des gTLD et du programme d'examen de la responsabilité et de la transparence. Il a contribué au rapport initial relevant tous les mécanismes de protection des droits dans le processus d'élaboration de politiques de tous les gTLD, publié le 18 mars 2020,.
Pour finir, la même année, Julien Chaisse s’est intéressé aux défis économiques de la pandémie de COVID-19, et souligne le problème central du manque de coopération entre les pays. Il affirme que « tant qu'il n'y aura pas de coopération entre eux pour décider quand lever ces contrôles, l'effet sur la l'économie se fera sentir pendant un certain temps ». Il a été impliqué dans le règlement de différends majeurs notamment en Europe de l'Est et en Asie-Pacifique.

## Publications
Julien Chaisse a publié de nombreux livres sur divers sujets tels que :
- “The Black Pit:” Power and Pitfalls of Digital FDI and Cross-Border Data Flows,” 22(1) World Trade Review 73-89 (2023)[28]
- International Economic Law and Governance-- Essays in the Honour of Mitsuo Matsushita (London: Oxford University Press, 2016)[29]
- The ASEAN Comprehensive Investment Agreement: The Regionalization of Laws and Policy on Foreign Investment, was positively reviewed in Foreign Trade Review (2016)
- International Investment Treaties and Arbitration Across Asia (Boston: Brill, Nijhoff International Investment Law Series, 2017)
- Asia's Changing International Investment Regime: Sustainability, Regionalization, and Arbitration (2017)[30]
- The Regulation of Global Water Services Market (London: Cambridge University Press, 2017)
- China's International Investment Strategy-- Bilateral, Regional, and Global Law and Policy (London: Oxford University Press, 2019) was positively reviewed in the Journal of International Economic Law and ICSID Review
- Sixty Years of European Integration and Global Power Shifts-- Perceptions, Interactions and Lessons (London: Hart, Modern Studies in European Law, 2020) was positively reviewed in the Journal of Common Markets Studies[31],[32]
- Wine Law and Policy: From National Terroirs to a Global Market (Boston: Brill, 2021)[33]

En plus de ses ouvrages, Julien Chaisse a publié des articles universitaires dans toutes les meilleures revues juridiques, parmi lesquelles on retrouve le Stanford Journal of International Law, l'American Journal of International, le Journal of International Economic Law, la World Trade Review ou encore le Journal of World Trade,,,

## Presse
Julien Chaisse, expert en finance et économie, est un invité fréquent des activités organisées par la National Press Foundation aux États-Unis.  Ses connaissances et son expertise ont été mises en lumière dans les plus grandes publications commerciales du monde, telles que The Wall Street Journal, Financial Times , Al Jazeera International,, The Straits Times, Nikkei Review, Financier Worldwide et International Financial Law Review. Sa voix est également souvent sollicitée par les médias généralistes tels que Journal du Dimanche, Politico , South Asia Morning Post, Journal de Montréal, le quotidien vietnamien Tuổi Trẻ et Bangkok Post. En tant que leader dans son domaine, Julien Chaisse continue d'être une source de conseils et d'analyses incontournables pour les décideurs et les investisseurs du monde entier.